# 1194
Portal Geschichte | Portal Biografien | Aktuelle Ereignisse | Jahreskalender | Tagesartikel

◄ |
11. Jahrhundert |
12. Jahrhundert
| 13. Jahrhundert | ►

◄ |
1160er |
1170er |
1180er |
1190er
| 1200er | 1210er | 1220er | ►

◄◄ |
◄ |
1190 |
1191 |
1192 |
1193 |
1194
| 1195 | 1196 | 1197 | 1198 | ► | ►►
Staatsoberhäupter  · Nekrolog
| Januar | Januar | Januar | Januar | Januar | Januar | Januar | Januar |
| Kw     | Mo     | Di     | Mi     | Do     | Fr     | Sa     | So     |
| ------ | ------ | ------ | ------ | ------ | ------ | ------ | ------ |
| 52     |        |        |        |        |        | 1      | 2      |
| 1      | 3      | 4      | 5      | 6      | 7      | 8      | 9      |
| 2      | 10     | 11     | 12     | 13     | 14     | 15     | 16     |
| 3      | 17     | 18     | 19     | 20     | 21     | 22     | 23     |
| 4      | 24     | 25     | 26     | 27     | 28     | 29     | 30     |
| 5      | 31     |        |        |        |        |        |        |

| Februar | Februar | Februar | Februar | Februar | Februar | Februar | Februar |
| Kw      | Mo      | Di      | Mi      | Do      | Fr      | Sa      | So      |
| ------- | ------- | ------- | ------- | ------- | ------- | ------- | ------- |
| 5       |         | 1       | 2       | 3       | 4       | 5       | 6       |
| 6       | 7       | 8       | 9       | 10      | 11      | 12      | 13      |
| 7       | 14      | 15      | 16      | 17      | 18      | 19      | 20      |
| 8       | 21      | 22      | 23      | 24      | 25      | 26      | 27      |
| 9       | 28      |         |         |         |         |         |         |

| März | März | März | März | März | März | März | März |
| Kw   | Mo   | Di   | Mi   | Do   | Fr   | Sa   | So   |
| ---- | ---- | ---- | ---- | ---- | ---- | ---- | ---- |
| 9    |      | 1    | 2    | 3    | 4    | 5    | 6    |
| 10   | 7    | 8    | 9    | 10   | 11   | 12   | 13   |
| 11   | 14   | 15   | 16   | 17   | 18   | 19   | 20   |
| 12   | 21   | 22   | 23   | 24   | 25   | 26   | 27   |
| 13   | 28   | 29   | 30   | 31   |      |      |      |

| April | April | April | April | April | April | April | April |
| Kw    | Mo    | Di    | Mi    | Do    | Fr    | Sa    | So    |
| ----- | ----- | ----- | ----- | ----- | ----- | ----- | ----- |
| 13    |       |       |       |       | 1     | 2     | 3     |
| 14    | 4     | 5     | 6     | 7     | 8     | 9     | 10    |
| 15    | 11    | 12    | 13    | 14    | 15    | 16    | 17    |
| 16    | 18    | 19    | 20    | 21    | 22    | 23    | 24    |
| 17    | 25    | 26    | 27    | 28    | 29    | 30    |       |

| Mai | Mai | Mai | Mai | Mai | Mai | Mai | Mai |
| Kw  | Mo  | Di  | Mi  | Do  | Fr  | Sa  | So  |
| --- | --- | --- | --- | --- | --- | --- | --- |
| 17  |     |     |     |     |     |     | 1   |
| 18  | 2   | 3   | 4   | 5   | 6   | 7   | 8   |
| 19  | 9   | 10  | 11  | 12  | 13  | 14  | 15  |
| 20  | 16  | 17  | 18  | 19  | 20  | 21  | 22  |
| 21  | 23  | 24  | 25  | 26  | 27  | 28  | 29  |
| 22  | 30  | 31  |     |     |     |     |     |

| Juni | Juni | Juni | Juni | Juni | Juni | Juni | Juni |
| Kw   | Mo   | Di   | Mi   | Do   | Fr   | Sa   | So   |
| ---- | ---- | ---- | ---- | ---- | ---- | ---- | ---- |
| 22   |      |      | 1    | 2    | 3    | 4    | 5    |
| 23   | 6    | 7    | 8    | 9    | 10   | 11   | 12   |
| 24   | 13   | 14   | 15   | 16   | 17   | 18   | 19   |
| 25   | 20   | 21   | 22   | 23   | 24   | 25   | 26   |
| 26   | 27   | 28   | 29   | 30   |      |      |      |

| Juli | Juli | Juli | Juli | Juli | Juli | Juli | Juli |
| Kw   | Mo   | Di   | Mi   | Do   | Fr   | Sa   | So   |
| ---- | ---- | ---- | ---- | ---- | ---- | ---- | ---- |
| 26   |      |      |      |      | 1    | 2    | 3    |
| 27   | 4    | 5    | 6    | 7    | 8    | 9    | 10   |
| 28   | 11   | 12   | 13   | 14   | 15   | 16   | 17   |
| 29   | 18   | 19   | 20   | 21   | 22   | 23   | 24   |
| 30   | 25   | 26   | 27   | 28   | 29   | 30   | 31   |

| August | August | August | August | August | August | August | August |
| Kw     | Mo     | Di     | Mi     | Do     | Fr     | Sa     | So     |
| ------ | ------ | ------ | ------ | ------ | ------ | ------ | ------ |
| 31     | 1      | 2      | 3      | 4      | 5      | 6      | 7      |
| 32     | 8      | 9      | 10     | 11     | 12     | 13     | 14     |
| 33     | 15     | 16     | 17     | 18     | 19     | 20     | 21     |
| 34     | 22     | 23     | 24     | 25     | 26     | 27     | 28     |
| 35     | 29     | 30     | 31     |        |        |        |        |

| September | September | September | September | September | September | September | September |
| Kw        | Mo        | Di        | Mi        | Do        | Fr        | Sa        | So        |
| --------- | --------- | --------- | --------- | --------- | --------- | --------- | --------- |
| 35        |           |           |           | 1         | 2         | 3         | 4         |
| 36        | 5         | 6         | 7         | 8         | 9         | 10        | 11        |
| 37        | 12        | 13        | 14        | 15        | 16        | 17        | 18        |
| 38        | 19        | 20        | 21        | 22        | 23        | 24        | 25        |
| 39        | 26        | 27        | 28        | 29        | 30        |           |           |

| Oktober | Oktober | Oktober | Oktober | Oktober | Oktober | Oktober | Oktober |
| Kw      | Mo      | Di      | Mi      | Do      | Fr      | Sa      | So      |
| ------- | ------- | ------- | ------- | ------- | ------- | ------- | ------- |
| 39      |         |         |         |         |         | 1       | 2       |
| 40      | 3       | 4       | 5       | 6       | 7       | 8       | 9       |
| 41      | 10      | 11      | 12      | 13      | 14      | 15      | 16      |
| 42      | 17      | 18      | 19      | 20      | 21      | 22      | 23      |
| 43      | 24      | 25      | 26      | 27      | 28      | 29      | 30      |
| 44      | 31      |         |         |         |         |         |         |

| November | November | November | November | November | November | November | November |
| Kw       | Mo       | Di       | Mi       | Do       | Fr       | Sa       | So       |
| -------- | -------- | -------- | -------- | -------- | -------- | -------- | -------- |
| 44       |          | 1        | 2        | 3        | 4        | 5        | 6        |
| 45       | 7        | 8        | 9        | 10       | 11       | 12       | 13       |
| 46       | 14       | 15       | 16       | 17       | 18       | 19       | 20       |
| 47       | 21       | 22       | 23       | 24       | 25       | 26       | 27       |
| 48       | 28       | 29       | 30       |          |          |          |          |

| Dezember | Dezember | Dezember | Dezember | Dezember | Dezember | Dezember | Dezember |
| Kw       | Mo       | Di       | Mi       | Do       | Fr       | Sa       | So       |
| -------- | -------- | -------- | -------- | -------- | -------- | -------- | -------- |
| 48       |          |          |          | 1        | 2        | 3        | 4        |
| 49       | 5        | 6        | 7        | 8        | 9        | 10       | 11       |
| 50       | 12       | 13       | 14       | 15       | 16       | 17       | 18       |
| 51       | 19       | 20       | 21       | 22       | 23       | 24       | 25       |
| 52       | 26       | 27       | 28       | 29       | 30       | 31       |          |

| Januar | Januar | Januar | Januar | Januar | Januar | Januar | Januar |
| Kw     | Mo     | Di     | Mi     | Do     | Fr     | Sa     | So     |
| ------ | ------ | ------ | ------ | ------ | ------ | ------ | ------ |
| 52     |        |        |        |        |        | 1      | 2      |
| 1      | 3      | 4      | 5      | 6      | 7      | 8      | 9      |
| 2      | 10     | 11     | 12     | 13     | 14     | 15     | 16     |
| 3      | 17     | 18     | 19     | 20     | 21     | 22     | 23     |
| 4      | 24     | 25     | 26     | 27     | 28     | 29     | 30     |
| 5      | 31     |        |        |        |        |        |        |

| Februar | Februar | Februar | Februar | Februar | Februar | Februar | Februar |
| Kw      | Mo      | Di      | Mi      | Do      | Fr      | Sa      | So      |
| ------- | ------- | ------- | ------- | ------- | ------- | ------- | ------- |
| 5       |         | 1       | 2       | 3       | 4       | 5       | 6       |
| 6       | 7       | 8       | 9       | 10      | 11      | 12      | 13      |
| 7       | 14      | 15      | 16      | 17      | 18      | 19      | 20      |
| 8       | 21      | 22      | 23      | 24      | 25      | 26      | 27      |
| 9       | 28      |         |         |         |         |         |         |

| März | März | März | März | März | März | März | März |
| Kw   | Mo   | Di   | Mi   | Do   | Fr   | Sa   | So   |
| ---- | ---- | ---- | ---- | ---- | ---- | ---- | ---- |
| 9    |      | 1    | 2    | 3    | 4    | 5    | 6    |
| 10   | 7    | 8    | 9    | 10   | 11   | 12   | 13   |
| 11   | 14   | 15   | 16   | 17   | 18   | 19   | 20   |
| 12   | 21   | 22   | 23   | 24   | 25   | 26   | 27   |
| 13   | 28   | 29   | 30   | 31   |      |      |      |

| April | April | April | April | April | April | April | April |
| Kw    | Mo    | Di    | Mi    | Do    | Fr    | Sa    | So    |
| ----- | ----- | ----- | ----- | ----- | ----- | ----- | ----- |
| 13    |       |       |       |       | 1     | 2     | 3     |
| 14    | 4     | 5     | 6     | 7     | 8     | 9     | 10    |
| 15    | 11    | 12    | 13    | 14    | 15    | 16    | 17    |
| 16    | 18    | 19    | 20    | 21    | 22    | 23    | 24    |
| 17    | 25    | 26    | 27    | 28    | 29    | 30    |       |

| Mai | Mai | Mai | Mai | Mai | Mai | Mai | Mai |
| Kw  | Mo  | Di  | Mi  | Do  | Fr  | Sa  | So  |
| --- | --- | --- | --- | --- | --- | --- | --- |
| 17  |     |     |     |     |     |     | 1   |
| 18  | 2   | 3   | 4   | 5   | 6   | 7   | 8   |
| 19  | 9   | 10  | 11  | 12  | 13  | 14  | 15  |
| 20  | 16  | 17  | 18  | 19  | 20  | 21  | 22  |
| 21  | 23  | 24  | 25  | 26  | 27  | 28  | 29  |
| 22  | 30  | 31  |     |     |     |     |     |

| Juni | Juni | Juni | Juni | Juni | Juni | Juni | Juni |
| Kw   | Mo   | Di   | Mi   | Do   | Fr   | Sa   | So   |
| ---- | ---- | ---- | ---- | ---- | ---- | ---- | ---- |
| 22   |      |      | 1    | 2    | 3    | 4    | 5    |
| 23   | 6    | 7    | 8    | 9    | 10   | 11   | 12   |
| 24   | 13   | 14   | 15   | 16   | 17   | 18   | 19   |
| 25   | 20   | 21   | 22   | 23   | 24   | 25   | 26   |
| 26   | 27   | 28   | 29   | 30   |      |      |      |

| Juli | Juli | Juli | Juli | Juli | Juli | Juli | Juli |
| Kw   | Mo   | Di   | Mi   | Do   | Fr   | Sa   | So   |
| ---- | ---- | ---- | ---- | ---- | ---- | ---- | ---- |
| 26   |      |      |      |      | 1    | 2    | 3    |
| 27   | 4    | 5    | 6    | 7    | 8    | 9    | 10   |
| 28   | 11   | 12   | 13   | 14   | 15   | 16   | 17   |
| 29   | 18   | 19   | 20   | 21   | 22   | 23   | 24   |
| 30   | 25   | 26   | 27   | 28   | 29   | 30   | 31   |

| August | August | August | August | August | August | August | August |
| Kw     | Mo     | Di     | Mi     | Do     | Fr     | Sa     | So     |
| ------ | ------ | ------ | ------ | ------ | ------ | ------ | ------ |
| 31     | 1      | 2      | 3      | 4      | 5      | 6      | 7      |
| 32     | 8      | 9      | 10     | 11     | 12     | 13     | 14     |
| 33     | 15     | 16     | 17     | 18     | 19     | 20     | 21     |
| 34     | 22     | 23     | 24     | 25     | 26     | 27     | 28     |
| 35     | 29     | 30     | 31     |        |        |        |        |

| September | September | September | September | September | September | September | September |
| Kw        | Mo        | Di        | Mi        | Do        | Fr        | Sa        | So        |
| --------- | --------- | --------- | --------- | --------- | --------- | --------- | --------- |
| 35        |           |           |           | 1         | 2         | 3         | 4         |
| 36        | 5         | 6         | 7         | 8         | 9         | 10        | 11        |
| 37        | 12        | 13        | 14        | 15        | 16        | 17        | 18        |
| 38        | 19        | 20        | 21        | 22        | 23        | 24        | 25        |
| 39        | 26        | 27        | 28        | 29        | 30        |           |           |

| Oktober | Oktober | Oktober | Oktober | Oktober | Oktober | Oktober | Oktober |
| Kw      | Mo      | Di      | Mi      | Do      | Fr      | Sa      | So      |
| ------- | ------- | ------- | ------- | ------- | ------- | ------- | ------- |
| 39      |         |         |         |         |         | 1       | 2       |
| 40      | 3       | 4       | 5       | 6       | 7       | 8       | 9       |
| 41      | 10      | 11      | 12      | 13      | 14      | 15      | 16      |
| 42      | 17      | 18      | 19      | 20      | 21      | 22      | 23      |
| 43      | 24      | 25      | 26      | 27      | 28      | 29      | 30      |
| 44      | 31      |         |         |         |         |         |         |

| November | November | November | November | November | November | November | November |
| Kw       | Mo       | Di       | Mi       | Do       | Fr       | Sa       | So       |
| -------- | -------- | -------- | -------- | -------- | -------- | -------- | -------- |
| 44       |          | 1        | 2        | 3        | 4        | 5        | 6        |
| 45       | 7        | 8        | 9        | 10       | 11       | 12       | 13       |
| 46       | 14       | 15       | 16       | 17       | 18       | 19       | 20       |
| 47       | 21       | 22       | 23       | 24       | 25       | 26       | 27       |
| 48       | 28       | 29       | 30       |          |          |          |          |

| Dezember | Dezember | Dezember | Dezember | Dezember | Dezember | Dezember | Dezember |
| Kw       | Mo       | Di       | Mi       | Do       | Fr       | Sa       | So       |
| -------- | -------- | -------- | -------- | -------- | -------- | -------- | -------- |
| 48       |          |          |          | 1        | 2        | 3        | 4        |
| 49       | 5        | 6        | 7        | 8        | 9        | 10       | 11       |
| 50       | 12       | 13       | 14       | 15       | 16       | 17       | 18       |
| 51       | 19       | 20       | 21       | 22       | 23       | 24       | 25       |
| 52       | 26       | 27       | 28       | 29       | 30       | 31       |          |

## Ereignisse

### Politik und Weltgeschehen

#### Heiliges Römisches Reich/England/Frankreich
- 4. Februar: Der englische König Richard Löwenherz wird aus seiner Gefangenschaft auf Burg Trifels nach Zahlung eines hohen Lösegeldes und Ableistung eines Lehnseides auf dem Reichstag in Mainz freigelassen.
- 3. Juli: Das Gefecht von Fréteval ist das erste direkte militärische Zusammentreffen der verfeindeten Könige Philipp II. von Frankreich und Richard Löwenherz. Philipp verliert bei seiner Niederlage sein gesamtes Archiv sowie das königliche Siegel an Richard. Dieser erfährt aus den Urkunden vom Verrat seines jüngeren Bruders Johann Ohneland während seiner Gefangenschaft in Deutschland.
- 1. August: In der Schlacht von Noville siegt Graf Balduin V./VIII. von Hennegau-Flandern über eine Koalition niederlothringischer Reichsfürsten unter Herzog Heinrich III. von Limburg.
- Im Isfriedschen Teilungsvertrag einigen sich Isfried, Bischof von Ratzeburg, und das Ratzeburger Domkapitel über die Aufteilung der Ratzeburger Stiftsgüter.

#### Königreich Sizilien
- 20. Februar: Nach dem Tod Tankred von Lecces wird sein minderjähriger Sohn Wilhelm III. aus dem normannischen Geschlecht Hauteville König von Sizilien unter der Vormundschaft seiner Mutter Sibylle von Acerra. Doch auf Grund seiner Ehe mit Konstanze von Sizilien beansprucht auch Kaiser Heinrich VI. den Königsthron und marschiert im August in Neapel ein.

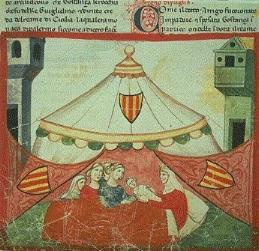
Die Geburt Friedrichs

- Auf seinem zweiten Italienzug erobert Kaiser Heinrich VI. aus dem Herrschergeschlecht der Staufer das Königreich Sizilien; am 20. November zieht er in das eroberte Palermo ein und wird am 25. Dezember zum König von Sizilien gekrönt. Einen Tag später gebiert ihm Konstanze von Sizilien seinen Sohn Friedrich. Heinrich VI. bietet Sibylle für den Verzicht auf das Königreich die Grafschaft Lecce und Wilhelm III. das Fürstentum Tarent an, was von Sybille angenommen und von Heinrich in der Vereinbarung von Caltabellotta bestätigt wird.
- 29. Dezember: Unter der Anschuldigung, ein Komplott gegen Heinrich organisiert zu haben, wird die Familie Hauteville  und zahlreiche Barone gefangen genommen. Wilhelm wird degradiert, an Konrad von Lützelhardt übergeben und auf die staufische Burg Alt-Ems gebracht, wo er wahrscheinlich misshandelt wird. Sibylle und ihre Töchter werden im elsässischen Kloster Hohenburg inhaftiert.

#### Stadtgründungen und urkundliche Ersterwähnungen
- Gründung der Stadt Friedberg in der Steiermark am Fuße der gleichnamigen Schutzburg mit einem Teil des Lösegelds für die Freilassung von Richard Löwenherz.
- Erste urkundliche Erwähnung von Bärschwil, Bleienbach, Bretzwil, Büren, Büsserach, Busswil bei Melchnau, Diedenshausen, Lauwil, Liedertswil, Lotzwil, Lupsingen, Reisiswil, Rossemaison, Seltisberg, Thalmannsfeld und Zwingen.
- Bayreuth wird erstmals als „Baierrute“ erwähnt
- Erste urkundliche Nennung von Matzen (Österreich)
- Erste urkundliche Nennung von Schloss Nienover (heutiges Niedersachsen)

#### Asien
- Islamische Expansion: Die Islamisierung Indiens durch die Araber (begonnen 712 n. Chr.), erreicht mit der Einnahme von Bihar ihren Höhepunkt.
- Das Fürstentum Palitana im Südwesten der indischen Halbinsel Kathiawar von Thakur Sahib Sekaji, einem Gohil-Rajputen aus der Dynastie der Fürsten von Bhavnagar, gegründet. Seine Hauptstadt ist der Ort Palitana.

### Wirtschaft
- um 1194: In Venedig geht man zur Prägung größerer Silbermünzen über, die allgemein als Groschen (grosso; lat. grossus = dick) bezeichnet werden

### Religion

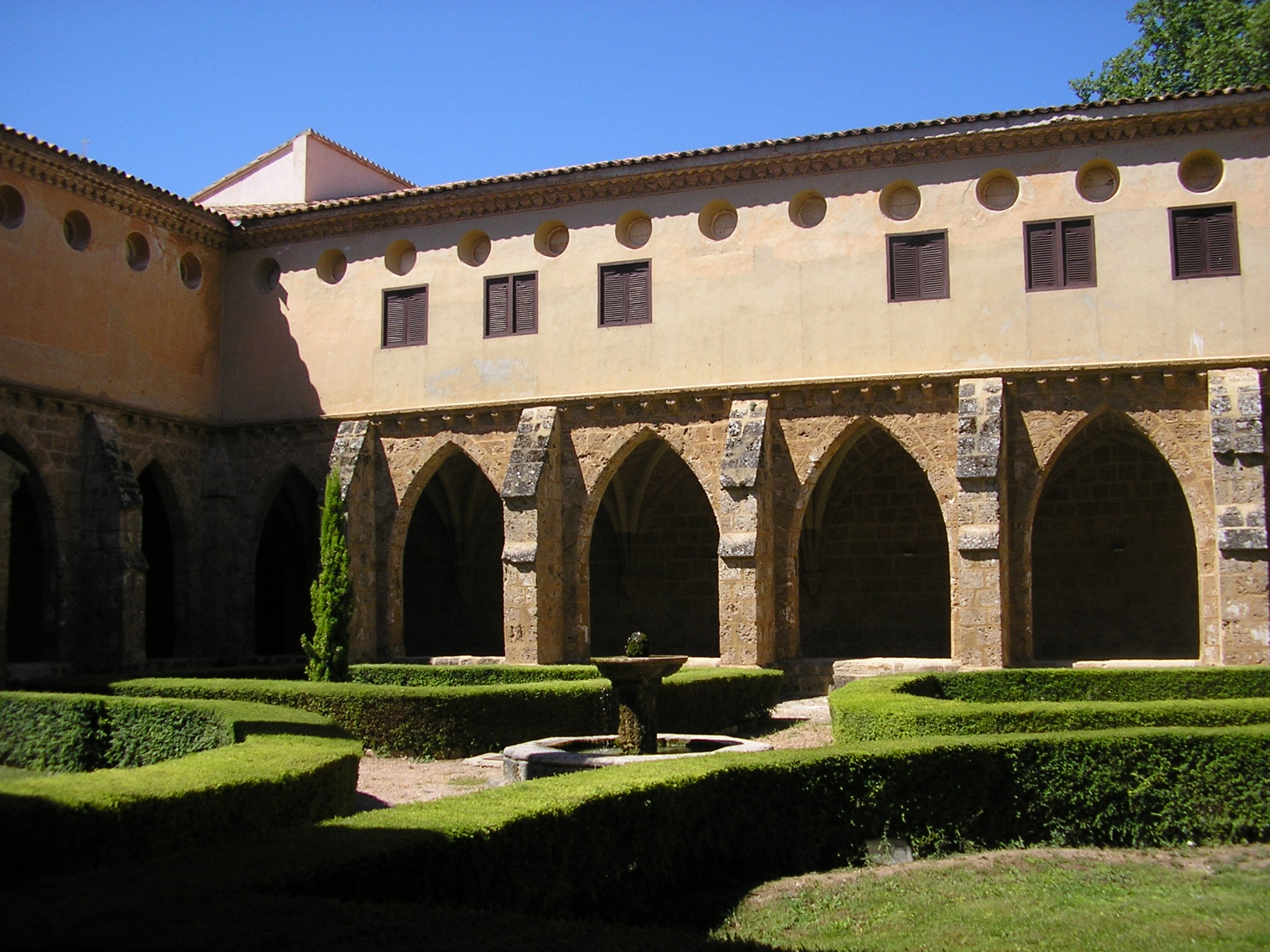
Kreuzgang des Klosters Piedra

- Das Kloster Piedra als Tochterkloster des Klosters Poblet aus der Zisterzienser-Filiation der Primarabtei Clairvaux in der alten arabischen Burg von Piedra Vieja in Nuévalos errichtet. Es geht auf eine Stiftung des Königs Alfons II. von Aragonien im Jahr 1164 zurück.
- Auf Veranlassung der Freiherren von Langenstein aus dem Oberaargau gründen Mönche der Abtei Lützel aus dem Elsass das Kloster St. Urban im Tal der Rot. Die Klostergemeinschaft gehört damit der Filiation der Primarabtei Morimond an.

### Katastrophen
- 10./11. Juni: Einem Stadtbrand in Chartres fällt unter anderem die romanische Kathedrale von Chartres zum Opfer. Noch im selben Jahr beginnt der Neubau im hochgotischen Stil, der laut den Aufzeichnungen zügig vorangeht.

### Natur und Umwelt
- Der Gelbe Fluss teilt seinen Lauf und fließt sowohl nördlich als auch südlich (der größere Teil des Wassers) der Shantung-Halbinsel ins Meer.

## Geboren

### Geburtsdatum gesichert
- 25. April: Ezzelino III. da Romano, Machthaber in Verona, Padua, Vicenza und in der Mark Treviso, Führer der kaisertreuen Ghibellinen († 1259)

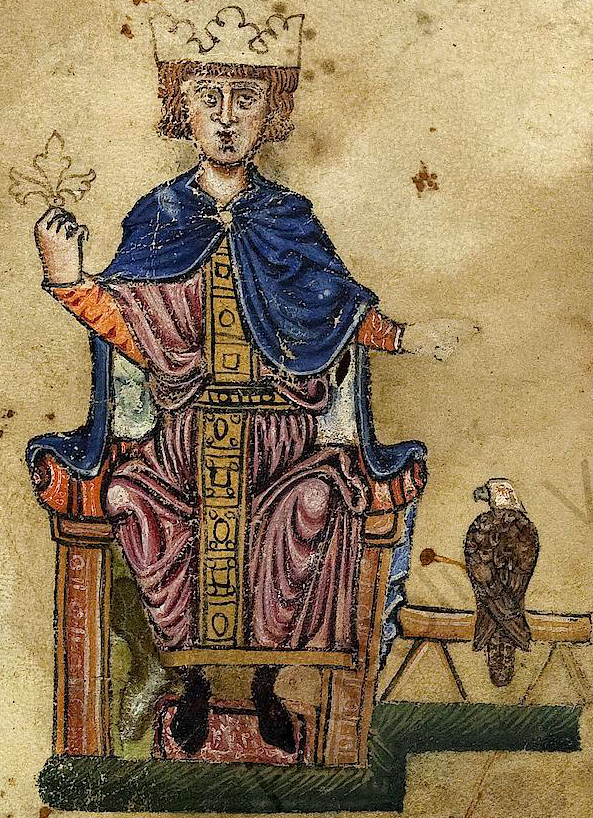
Friedrich II. mit seinem Falken

- 26. Dezember: Friedrich II., römisch-deutscher Kaiser († 1250)

### Genaues Geburtsdatum unbekannt
- Agnellus von Pisa, italienischer Franziskaner († 1232)
- Berengaria von Portugal, Königin von Dänemark († 1221)
- Nachmanides, jüdischer Arzt, Rabbiner, Philosoph und Dichter († 1270)
- Rusudan, Königin von Georgien († 1245)

### Geboren um 1194
- John Lestrange, anglonormannischer Marcher Lord († 1269)
- Margarete, Markgräfin von Namur († 1270)

## Gestorben

### Todesdatum gesichert
- 12. Januar: Kaim, Bischof von Olmütz

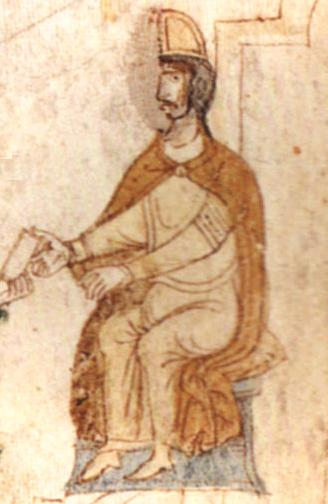
Tankred von Lecce – Darstellung aus dem Liber ad honorem Augusti, 1196

- 20. Februar: Tankred von Lecce, König von Sizilien und Neapel (* um 1138)
- 3. April: Bård Guttormsson, Anführer der Birkebeiner im norwegischen Bürgerkrieg (* um 1150)
- 3. April: Sigurd Magnusson, norwegischer Gegenkönig (* um 1180)
- 5. Mai: Kasimir II., Seniorherzog von Polen, Herzog in Wiślica, Sandomir, Masowien und Kujawien (* 1138)
- 19. Juni: Sigelo, Protonotar und Kanzler Heinrichs VI.
- 27. Juni: Sancho VI., König von Navarra (* 1133)
- 28. Oktober: Berno von Hildesheim, Bischof von Hildesheim
- 15. November: Margarete I., Gräfin von Flandern
- 26. Dezember: Aubrey de Vere, 1. Earl of Oxford, englischer Adeliger (* um 1115)
- 31. Dezember: Leopold V., Herzog von Österreich und der Steiermark, Teilnehmer des Dritten Kreuzzugs (* 1157)

### Genaues Todesdatum unbekannt
- März: Dietrich von Albeck, Bischof von Gurk
- Dezember: Raimund V., Graf von Toulouse (* 1134)
- Basileios Vatatzes, byzantinischer Adeliger und Feldherr
- Gottfried II. von Rancon, Kreuzritter
- Guido von Lusignan, König von Jerusalem und König von Zypern
- Lothar von Hochstaden, Bischof von Lüttich und Reichserzkanzler
- Roger II. Trencavel, Vizegraf von Béziers, Carcassonne und Albi
- Witego de Purschitz, Truchsess von Böhmen, Burggraf von Glatz, Begründer der Witigonen
- You Mao, chinesischer Dichter und Büchersammler (* 1127)

### Gestorben um 1194
- Roger Frugardi, lombardischer Wundarzt und Chirurg aus Salerno (* um 1140)